# Musée de Cayman Brac
Le musée de Cayman Brac est un musée situé sur l'île de Cayman Brac, dans les îles Caïmans.

## Historique et description
Le musée, le plus ancien des îles Caïmans, propose des expositions sur les tortues, la construction navale, la vie de famille, les progrès médicaux et bien plus encore permettant aux visiteurs et aux habitants de revivre l’histoire des îles de Cayman Brac et de Little Cayman. La plupart des objets ont été prêtés au musée par la communauté locale. Certains de ces objets datent de quelques milliers d'années. Le bâtiment lui-même constitue une partie importante de l'histoire et de Cayman Brac.